# 長靴をはいた猫

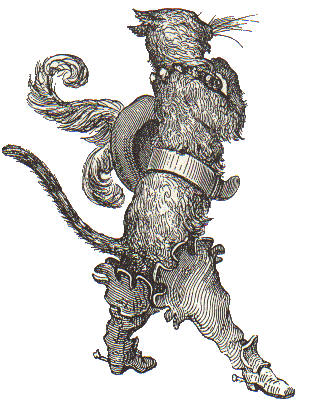
ながぐつをはいた猫（ギュスターヴ・ドレ）

『長靴をはいた猫』（ながぐつをはいたねこ、仏: Le Chat botté）は、ヨーロッパに伝わる民話。1697年に出版された、シャルル・ペローによる『寓意のある昔話、またはコント集〜がちょうおばさんの話』（仏: Histoires ou contes du temps passé. Avec de moralités : Contes de ma mère l'Oye.）に収録されたものが有名。それ以前のものでは、1634年に出版された、ジャンバティスタ・バジーレによる『物語の物語、または小さき者たちのための楽しみ/ペンタメローネ』（伊: Lo cunto de li cunti overo lo trattenemiento de peccerille）に収められている。『グリム童話』の初稿にも『靴はき猫』（独: Der gestiefelte Kater）というタイトルで収められていた。日本では1969年（昭和44年）などにアニメ化されている（下記）。
シチリア島では、ほぼ同じ内容で、猫ではなく狐が登場する『ジョヴァンヌッツァ狐』（伊: La volpe Giovannuzza）という物語が伝わっている。

## あらすじ
以下のあらすじは、ペロー版を元にしたものである。
ある粉挽き職人が死に、3人の息子にはそれぞれ粉挽き小屋、ロバ、猫が遺産として分けられた。長男が粉挽き小屋を、次男がロバを取った。残りの猫しかもらえなかった三男が「猫を食べてしまったら、後は何もなくなってしまう」と嘆いていると、猫が「心配要りませんよ。まず、私に長くて立派な靴と袋を下さい。そうすれば、あなたがもらったものが、そんなに悪いもんでもなかったことが近いうちに分かります」と応えた。
長靴と袋を調達してもらった猫はまずウサギを捕まえ、王様に「我が主人・カラバ侯爵が狩りをしまして。獲物の一部を献上せよとの言いつけによりお持ちしました」と言ってウサギを献上し、王様から「余からよろしくと侯に伝えよ。“貴公の心遣い、大変嬉しく思う”」と言葉を貰う。これを繰り返して王様と猫が親しくなった頃、猫は三男にある場所で水浴びをさせる。そこに王様と姫が通りがかり、猫はその前に出て「大変です、カラバ侯爵が水浴びをしている最中に泥棒に持ち物を取られてしまいました」と嘘をつく。そうして、三男と王様を引き合わせ、「カラバ侯爵の居城」に王様を招待することになる。
猫が馬車を先導することになり、道で百姓に会うたびに「ここは誰の土地かと聞かれたら、『カラバ侯爵様の土地です』と言え。でないと、細切れにされてしまうぞ」と脅す。本当は、大男（オーガ）の土地だったが、百姓は王様に尋ねられると「カラバ侯爵様の土地です」と答える。そして、王様は「カラバ侯爵」の領地の広さに感心する。
そして、猫はある豪奢な城に着く。これは、大男の城だったが、猫は「ご城主は凄まじい魔法の使い手だと聞いていますが、まさか鼠に化けられる程ではないでしょう？」と大男をだまして鼠に姿を変えさせ、捕まえて食べてしまう。そうして城を奪い、王様が着くと「カラバ侯爵の城にようこそ！」と迎える。王様は「カラバ侯爵」に感心。三男は元々育ちの悪い男性ではなかったので、姫は三男を好きになり、しきりに気にかけるようになる。王様はこれに気づき、娘婿になってくれないか、と言う。三男こと「カラバ侯爵」は、その申し出を受けてその日のうちに姫と結婚する。猫も貴族に取り立てられて、鼠捕りは趣味でやるだけになった。

## 翻案
東映動画の劇場用アニメ「長靴猫シリーズ」（1969年-1976年）
ペローの童話を原作とした『長靴をはいた猫』（1969年）と、それに続く『ながぐつ三銃士』（1972年）『長靴をはいた猫 80日間世界一周』（1976年）の3作シリーズ作品の1作(続編の2作は第一作の主人公であるネコの「ペロ」が活躍する西部劇風のオリジナル作品で、第3作は｢80日間世界一周｣を原案としたオリジナル作品)。「ペロ」は東映動画（→東映アニメーション）のシンボルキャラクターにも採用されている。漫画、ゲームの関連作品もある。
宝塚歌劇団のミュージカル作品『長靴をはいた猫』（1976年）
大滝子の宝塚退団公演の作品（1976年5月14日 - 6月22日）。
グリム名作劇場（1987年）
第7話・第8話。
テレビ東京製のテレビアニメ『ファンタジーアドベンチャー 長靴をはいた猫の冒険』（1992年）
石崎すすむ監督、全26話。「長靴をはいた猫」である黒猫のクルトを中心にして、『長靴をはいた猫』だけでなく『眠れる森の美女』やアンデルセン、イソップ寓話、千夜一夜物語などをもとにした物語が展開される。
ドリームワークスの劇場用CGアニメ『長ぐつをはいたネコ』（2011年）
同制作会社の『シュレック』シリーズに登場するキャラクターである「長ぐつをはいたネコ」を主人公としたスピンオフ作品。内容は童話の「長靴をはいた猫」とはあまり関係なく、「ジャックと豆の木」などをモチーフにした冒険作品になっている。(トランスワールドアソシエイツ制作の『長ぐつをはいたネコ プスと魔法使いオーガ』にも本作の主役と同名のキャラクターが主役として登場するが、関係はない。)
NHK教育テレビ「幼稚園・保育所の時間」『おとぎのへや』『にんぎょうげき』『こどもにんぎょう劇場』「（ながぐつをはいたねこ　1981年度）」ほか
NHKラジオ第2「幼稚園・保育所向け番組」『お話でてこい』「長ぐつをはいた猫（2018.4.18／4.25（水曜日）語り：佐野浅夫）」
数回、題材に取り上げられているが、どの話も「日本の江戸後期が舞台で、『長靴は西洋の舶来品』の高級品で猫に教えられるまで、主人公は長靴の存在を知らない」だったり、人形劇でなく女優が猫を演じる版では、「長靴が少女用の『赤いゴム長靴』の実物」で、原作では物語にからまない長男と次男（八木光生）が猫の計画を妨害する」など、他の昔話や童話に比べかなりの改変やアレンジが加えられている。

## 関連商品
- NHKTPおはなしシリーズ　TP8（NHKサービスセンター）